# Reid & Reid
Reid & Reid fue la firma de arquitectura e ingeniería de los hermanos James W. Reid (1851-1943), Merritt J. Reid (1855-1932) y Watson Elkinah Reid (1858-1944) que comenzó en la ciudad de Evansville, en el estado de Indiana (Estados Unidos) en 1879. Dentro de sus obras más destacadas se encuentra el rascacielos The Call Building en San Francisco.

## Proyectos notables
- 1877 Willard Library, Evansville, Indiana
- 1884 McCoy Memorial Library
- 1886 St. Paul's Episcopal Church
- 1888 Hotel del Coronado, San Diego, California
- 1891 Business Men's Association Building, Evansville, Indiana (luego Grein Building, demolido en 1972)
- 1892 The Oregonian Building, Portland, Oregon (demolido en 1950)
- 1898 The Call Building  (actual Central Tower), San Francisco
- 1907 Fairmont San Francisco, San Francisco
- 1909 Cliff House, San Francisco
- 1911 Yeon Building, Portland, Oregon
- 1912 The Oregon Journal Building (HOY Jackson Tower), Portland, Oregon
- 1926 Golden State Theatre, Monterey, California
- 1926 Grand Lake Theater, Oakland, California
- 1929 New Sequoia Theater Building, Redwood City, California

## Destruido, demolido o alterado significativamente

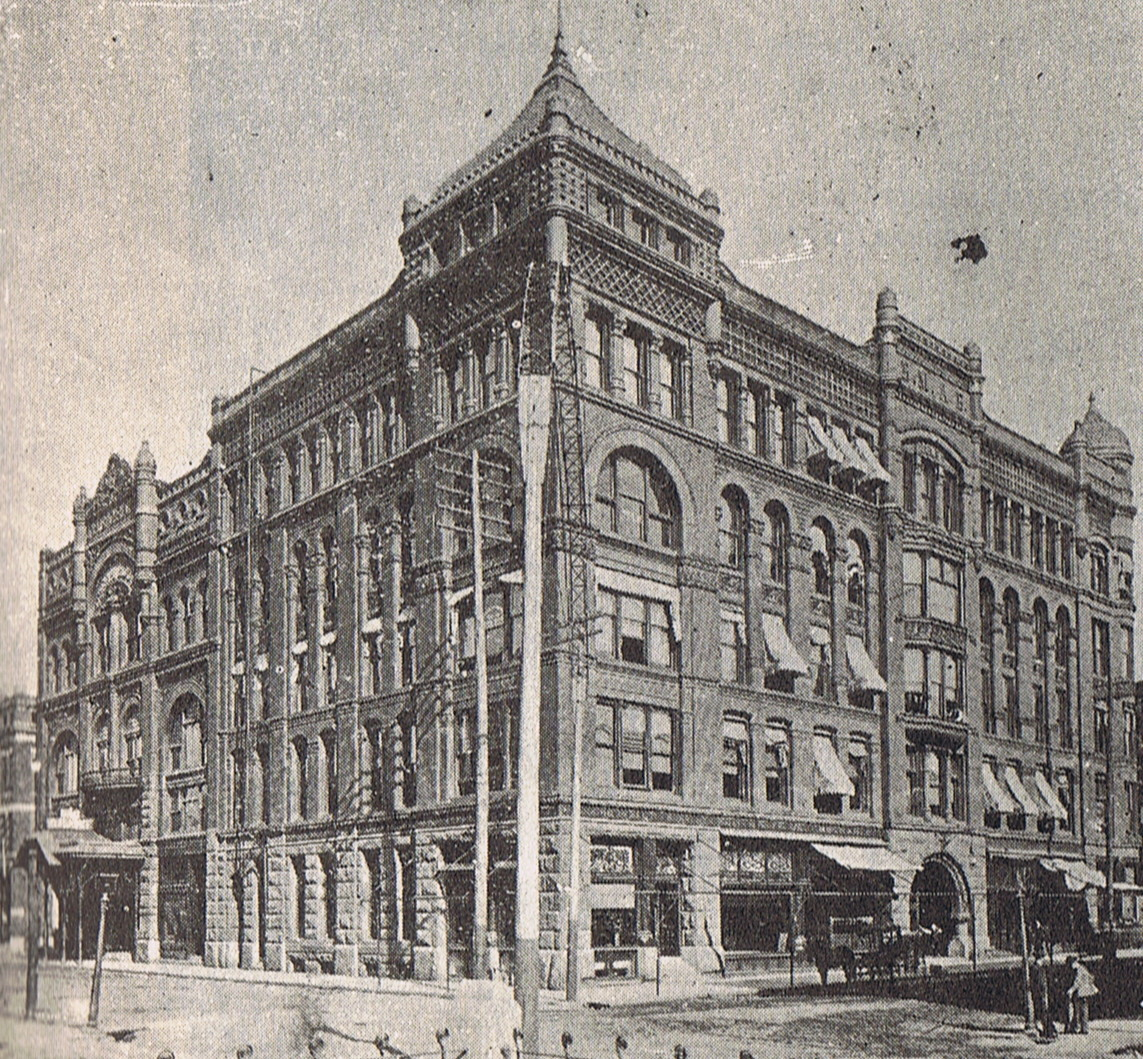
Grein Building (c.1895)
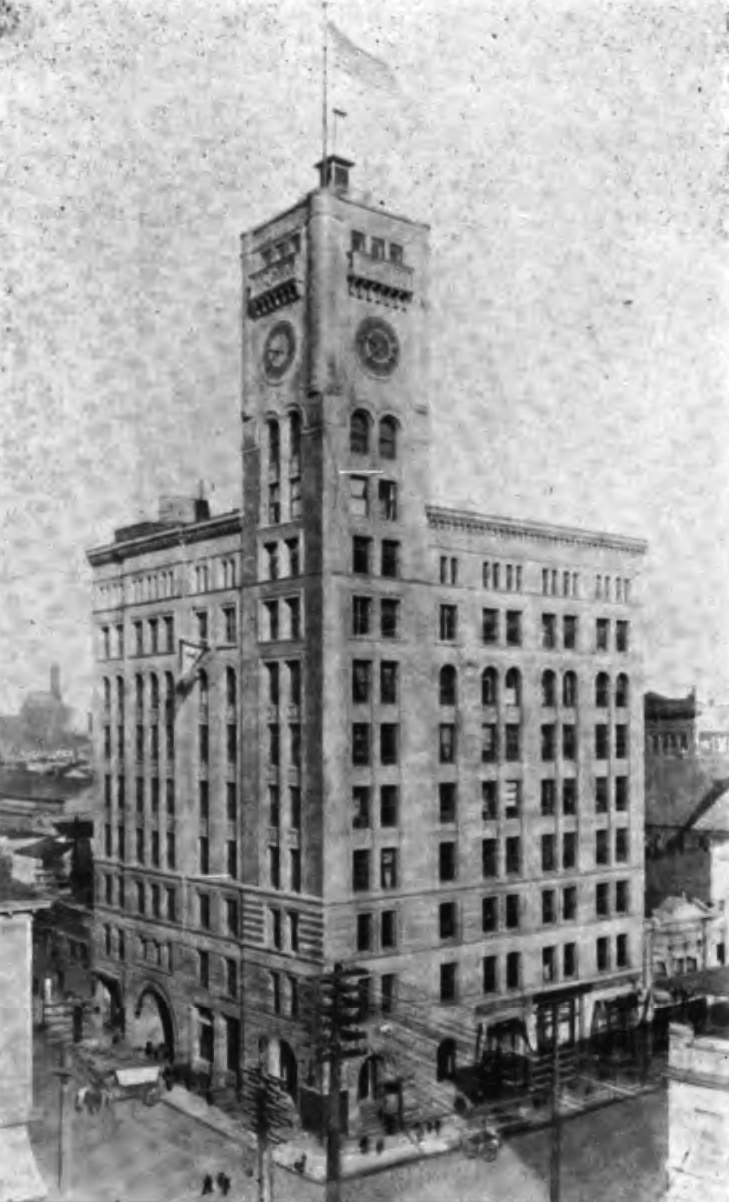
The Oregonian Building
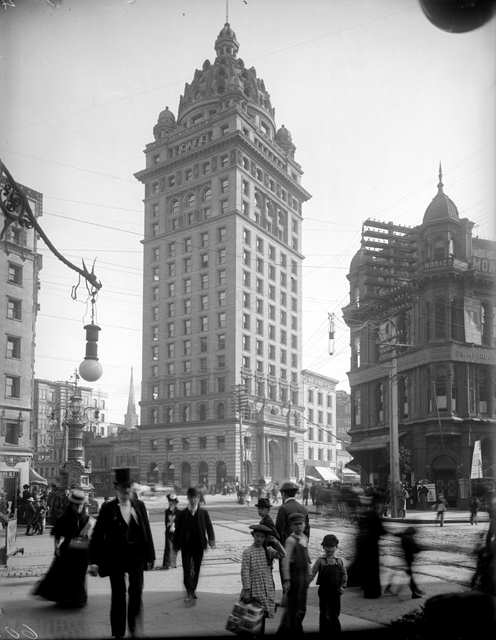
The Call Building (ahora Torre Central) antes de la remodelación de 1938